# さよならはエモーション/蓮の花
「さよならはエモーション/蓮の花」（さよならはエモーション/はすのはな）は、日本のロックバンド・サカナクションの10作目のシングル。2014年10月29日にビクターエンタテインメントより発売された。

## 概要
- 前作「グッドバイ/ユリイカ」より、約9か月ぶりとなるシングル。前作に続き、2作目となる両A面シングル。
- 「さよならはエモーション」は「東進2013全国統一高校生テスト 全国統一中学生テスト」篇CMソング、「蓮の花」は、映画『近キョリ恋愛』主題歌に起用された。
- 本シングルは、初回限定盤と通常盤の2形態での販売になっており、初回限定盤には、約50分越えの特典映像を収録したDVDが付属する[1]。
- 本シングルに収録されている「蓮の花」は、シングルバージョンであり、映画の主題歌として提供した「蓮の花 -movie version-」を、一部生楽器で録り直すなどの作業を加えたものである。「蓮の花 -movie version-」は、2014年10月8日に配信された。

## 収録曲
作詞・作曲：山口一郎、編曲：サカナクション
1. さよならはエモーション
東進「2013全国統一高校生テスト 全国統一中学生テスト」篇CMソング。前作「グッドバイ」発表前にCM用として書いていたが、改めて制作、発表した[2]。
2014年11月20日にミュージックビデオが公開された。ディレクターは田中裕介が務めた。ミュージックビデオのテーマは「過去をミル」であり[3]、主人公の山口一郎が建物に入ると、そこには過去の自分がおり、物語が進んでいくうちに、過去・現在・未来とがクロスしていくという作品になっている。
2. 蓮の花 -single version-
映画『近キョリ恋愛』主題歌、日本テレビ系ドラマ『近キョリ恋愛 〜Season Zero〜』主題歌。なお、実際に主題歌として提供したのは「蓮の花 -movie version-」である。音源は、作品未収録となっている。
2014年11月12日にミュージックビデオが公開された。ディレクターは山口保幸が務めた。山口が蜘蛛の顔をした男とドライブや買い物をし、最後は夜中の商店街で2人がダンスをする、という内容となっている[4]。ビデオ内で山口が運転する自動車は、ポルシェ・964。
3. Ame(B) -SAKANATRIBE×ATM version-
2014年に開催された全国ツアー「SAKANAQUARIUM2014 SAKANATRIBE」にて披露された「Ame(B) -SAKANATRIBE MIX-」を、AOKI takamasaがバンドと共に再構築した楽曲。
4. ミュージック (Cornelius Remix)
8thシングル「ミュージック」を、Corneliusがリミックスした楽曲。